# Piano droit
Pour les articles homonymes, voir Piano (homonymie).
Un piano droit ou piano vertical est un piano dont les cordes sont disposées verticalement, par opposition à un piano à queue, dont les cordes sont disposées horizontalement.

## Description
Ce type de piano est plus compact, moins encombrant, généralement plus abordable, avec une sonorité généralement plus étouffée et moins puissante qu’un piano à queue.

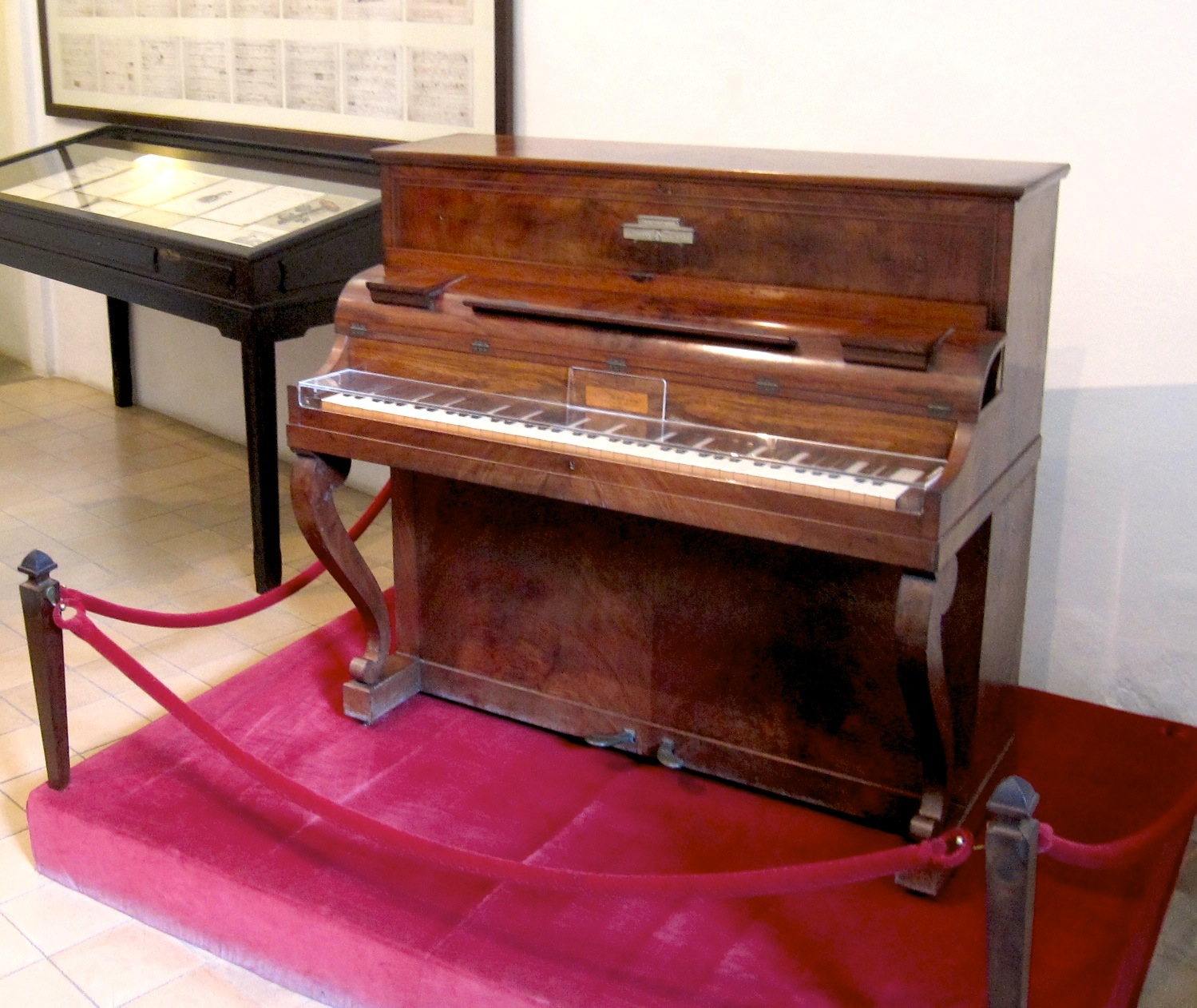
Piano droit Pleyel personnel de Frédéric Chopin
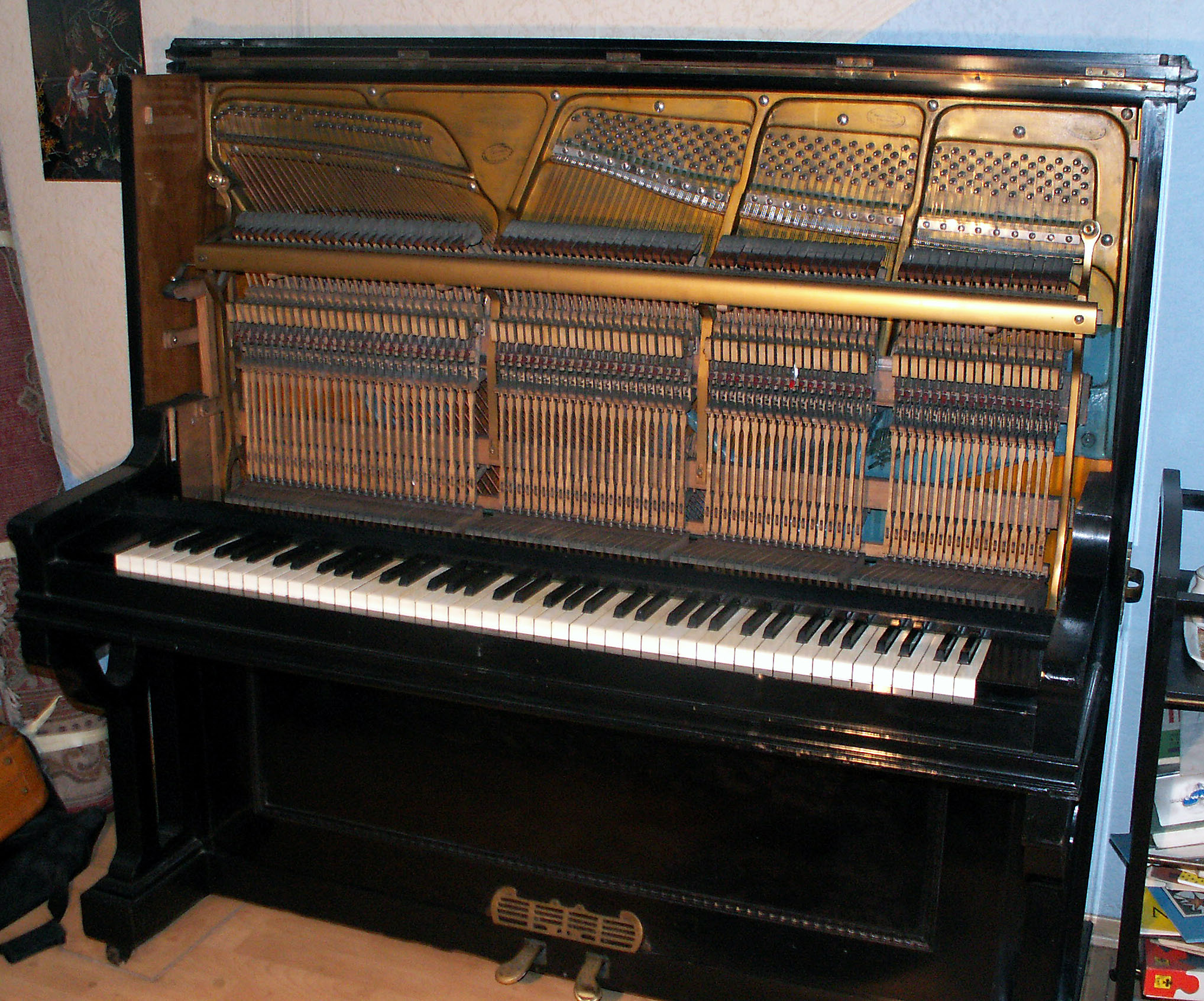
Pinao droit et mécanisme A. Schütz & Co.
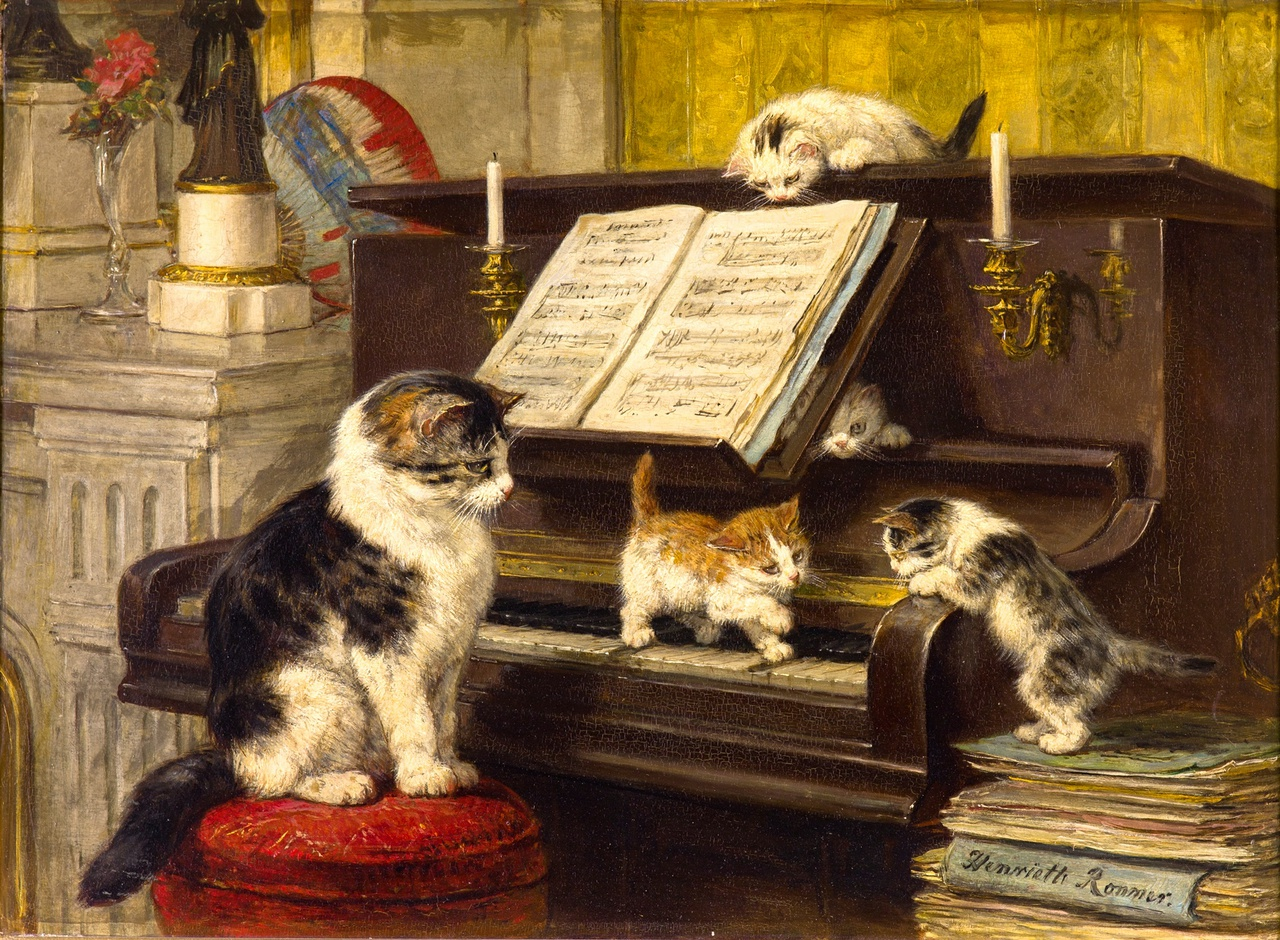
La leçon de piano, par Henriëtte Ronner-Knip (1897)
Mécanisme